# Asclepias aequicornu
Asclepias aequicornu är en oleanderväxtart som beskrevs av Fourn.. Asclepias aequicornu ingår i släktet sidenörter, och familjen oleanderväxter. Inga underarter finns listade i Catalogue of Life.